# Area naturale marina protetta Portofino
L'area naturale marina protetta di Portofino è un'area marina protetta istituita con decreto del Ministero dell'ambiente il 26 aprile 1999, con sede a Santa Margherita Ligure, ed è situata nel territorio di levante della città metropolitana di Genova fra i comuni di Camogli, Santa Margherita Ligure e Portofino. L'area è stata dichiarata Area specialmente protetta di interesse mediterraneo.
Attualmente è in vaglio, su espressiva richiesta degli stessi comuni della riserva presso la Camera dei deputati, la proposta di trasformare il parco regionale di Portofino in parco nazionale, accorpando nei nuovi confini territoriali anche l'area marina protetta. La proposta, esposta alla Camera in una audizione del 24 gennaio 2007, ma già avanzata nel 2004, è stata accolta positivamente dalle amministrazioni comunali e dagli altri enti interessati, specie dopo il recente consenso di Santa Margherita Ligure, sede dell'ente parco regionale e della riserva marina protetta.

## Descrizione

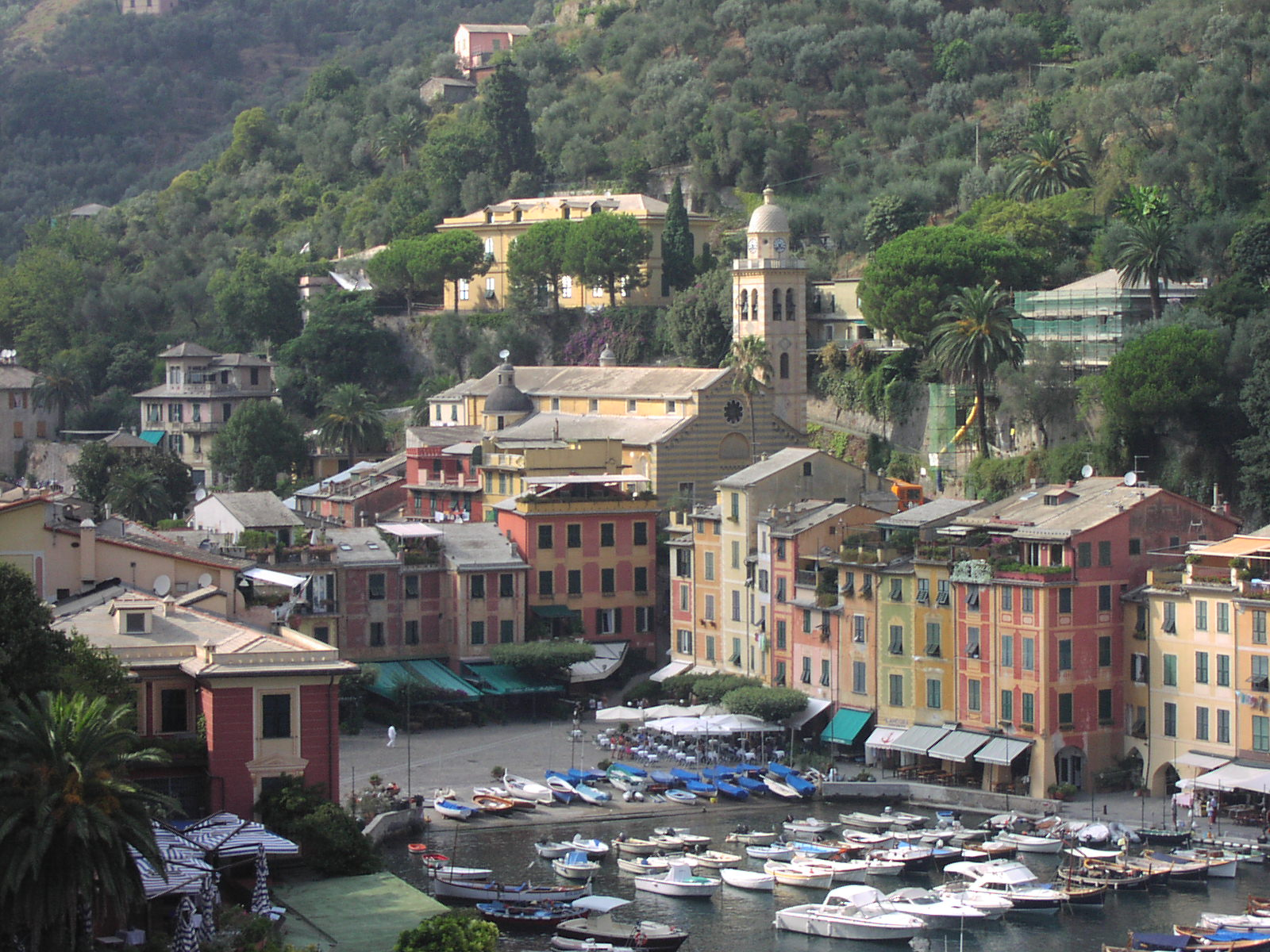
Vista di Portofino

Le falesie sommerse del promontorio di Portofino ospitano una vasta fauna ed una ricca flora, quasi unica nel mar Mediterraneo.
L'area è stata divisa in tre zone di salvaguardia, dette A, B e C. In tutte e tre le zone è fatto divieto di navigazione libera, caccia o cattura della fauna, la pesca subacquea e le immersioni, se non diversamente specificato. In ogni caso, sono vietate le attività subacquee che richiedano un contatto con il fondale e, inoltre, è vietato l'ancoraggio delle imbarcazioni.

### Zona A

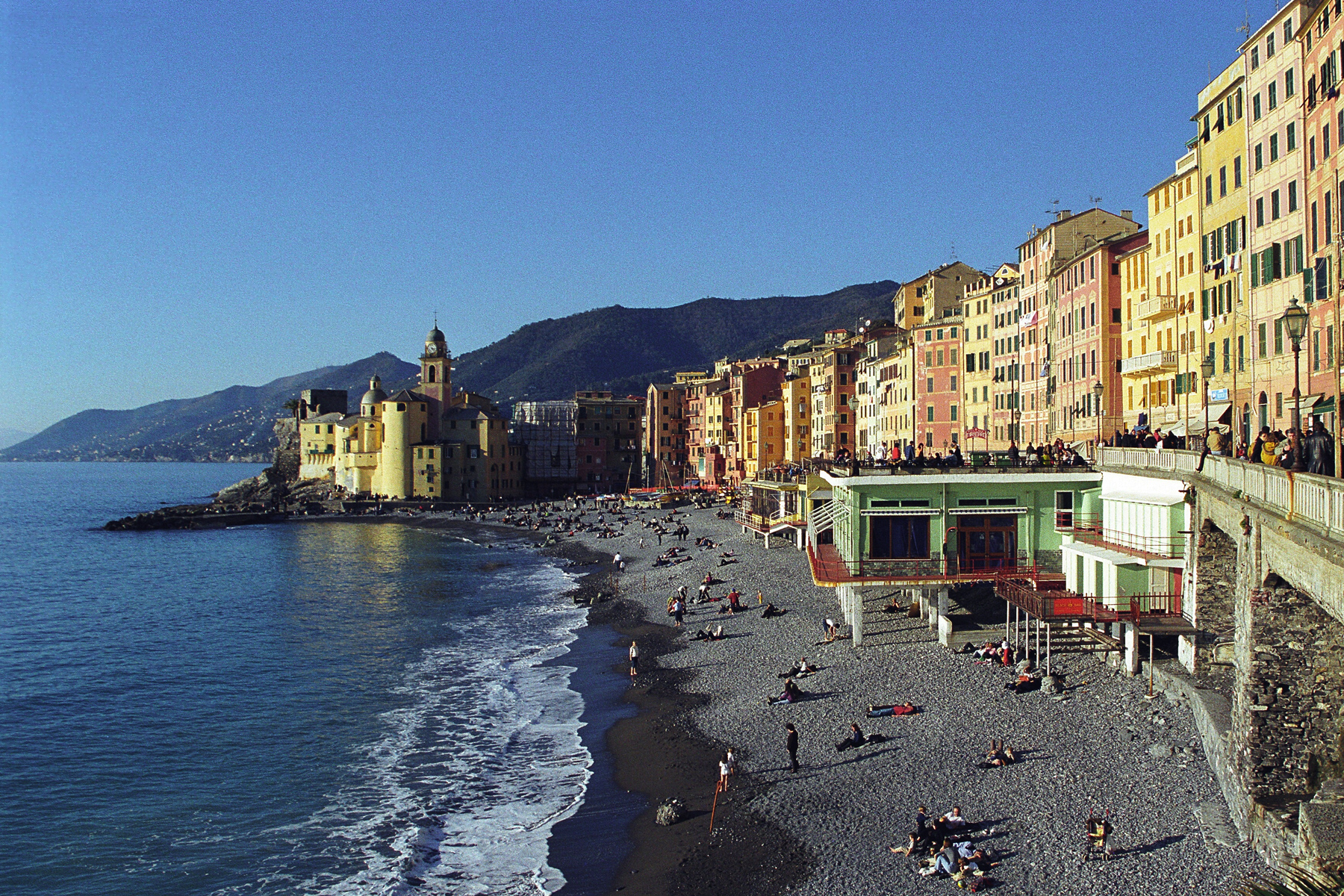
Vista di Camogli

La zona A (Riserva Integrale) comprende il tratto di mare interno (Cala dell'Oro) delimitato dalla congiungente dei punti identificati in Punta Torretta e Punta del Buco. È il tratto di mare dove è fatto divieto assoluto di navigazione, sosta, accesso, balneazione, pesca sportiva o professionale, immersioni subacquee.
Nella zona A l'ambiente è conservato integralmente e sono consentite solo attività di soccorso e ricerca scientifica autorizzate dal soggetto gestore. La balneazione è vietata.

### Zona B

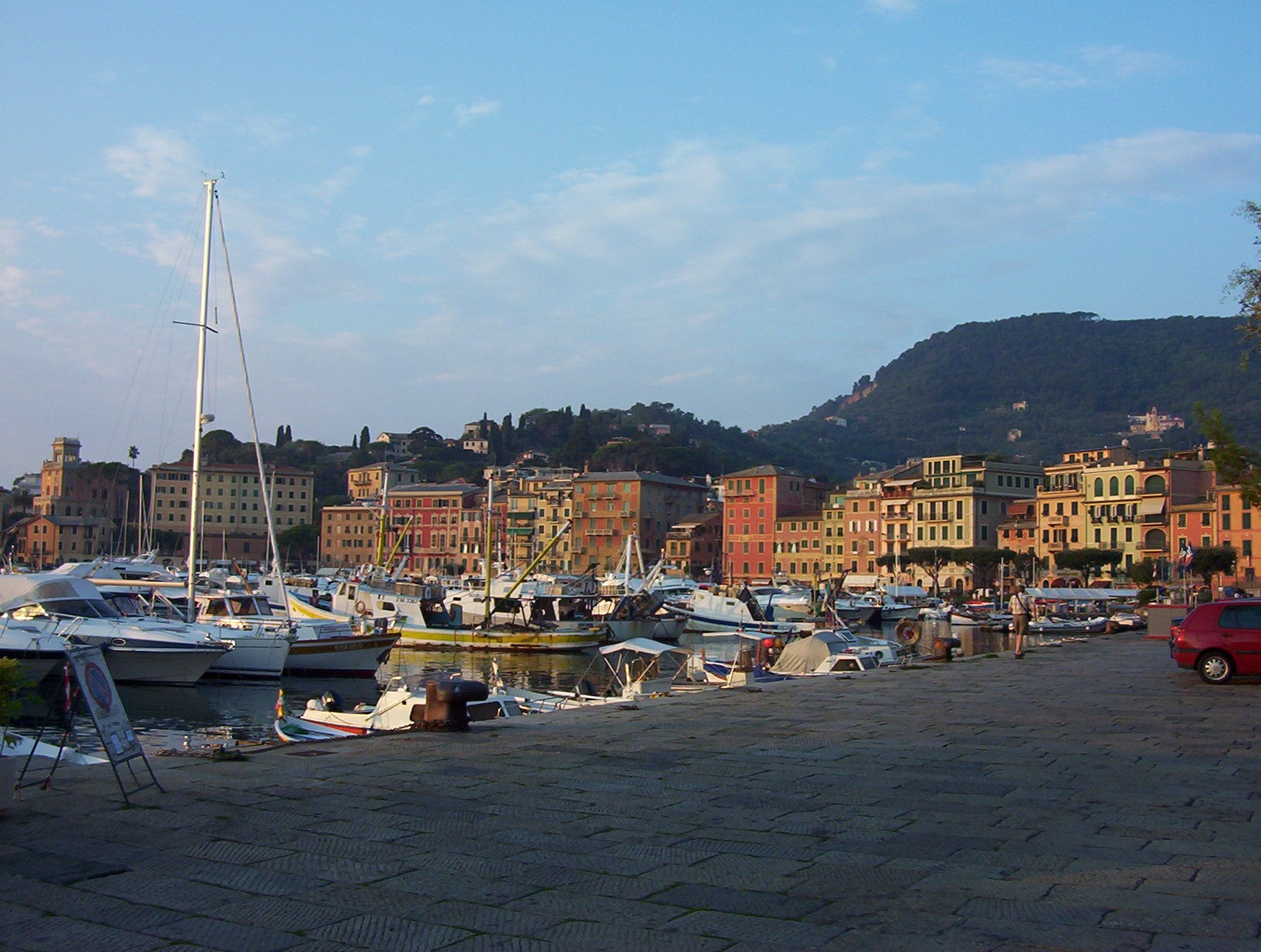
Vista di Santa Margherita Ligure

La zona B (Riserva Generale) va dalla Punta del Faro di Portofino, sotto il comune di Portofino, sino a Punta Chiappa, sita nella frazione di San Rocco di Camogli, fatto salvo il corridoio di accesso e la rada di San Fruttuoso.
Tale zona è caratterizzata da vincoli più larghi: la pesca sportiva è consentita, seppur regolamentata, solo ai residenti, l'immersione subacquea con autorespiratore ad aria è consentita ai diving center e ai privati autorizzati, mentre è liberamente consentita l'attività subacquea in apnea e la libera balneazione. Inoltre, le immersioni subacquee da riva sono consentite solo presso Punta Chiappa, il Dragone e la Colombara.
Questo tratto di mare è molto amato e visitato dai subacquei, attratti dal notevole valore naturalistico dei fondali ed in particolare dal trionfo delle gorgonie rosse e dalla ricchezza di fauna. È in questa zona che si trova la statua bronzea del Cristo degli abissi.

### Zona C
La zona C (Riserva Parziale) si estende ai due lati del promontorio di Portofino ed è famosa ed ammirata per le sue vaste praterie di Posidonia oceanica. Ulteriori attività sono consentite e l'attività subacquea e la balneazione è libera, a parte specifiche limitazioni per la salvaguardia dell'ambiente. La pesca sportiva è consentita, seppur regolamentata.

## Ente gestore
Il consorzio di gestione è composto dai comuni di Camogli, Portofino e Santa Margherita Ligure; dalla Città metropolitana di Genova (in precedenza dalla Provincia di Genova) e dall'Università di Genova.

## Flora
L'Area Marina Protetta di Portofino ospita una grande varietà d’ambienti, fra cui predominano la prateria di posidonia e il coralligeno. In quest'ultimo ambiente sono presenti alghe adattate a vivere in condizioni di luce scarsa, come la Peyssonnelia squamaria (rosa di mare), l'Halimeda tuna (ficodindia di mare) e la Flabellia petiolata (alga verde).

## Fauna
L'area ospita una grande varietà e concentrazione di biodiversità. Nelle praterie di posidonia trova rifugio il grosso bivalve Pinna nobilis (nacchera), specie minacciata dalla raccolta e dal collezionismo.

## Subacquea

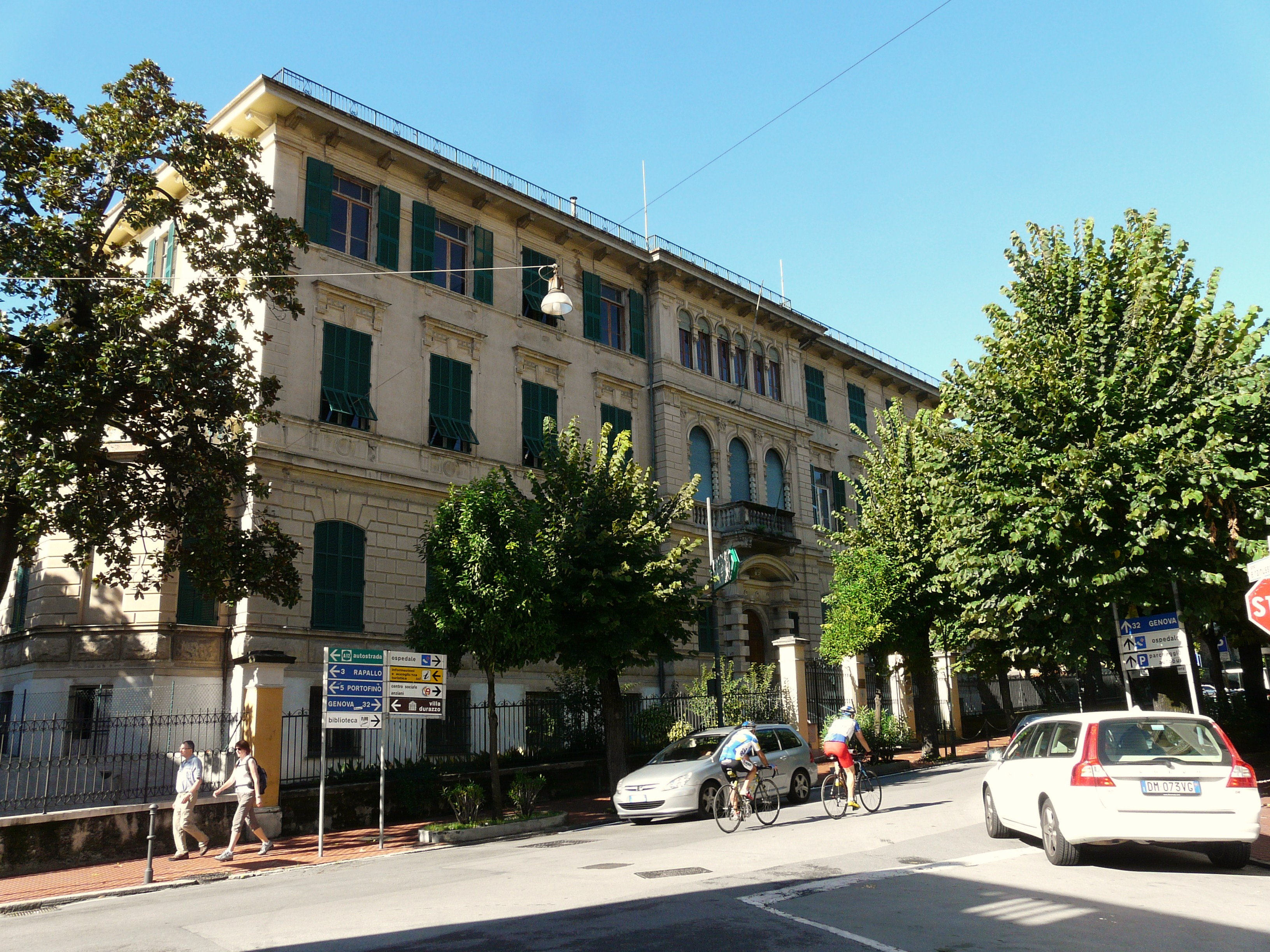
La sede amministrativa del parco e della marina protetta

La riserva riveste un grande interesse per la subacquea, con svariati punti di immersione di interesse naturalistico.
Nella zona A, a meno di permessi speciali, le immersioni sono proibite.
Nella zona B l'immersione subacquea è consentita ai centro immersioni e ai privati autorizzati, mentre sono proibite, a meno di autorizzazione, le immersioni notturne.
Nella zona C vengono rilasciate ulteriori concessioni.